# Tangara orné
Thraupis ornata
Espèce
Statut de conservation UICN

 LC  : Préoccupation mineure
Le Tangara orné (Thraupis ornata), aussi appelé Tangara à épaulettes d'or ou Tangara archevêque est une espèce d'oiseaux de la famille des Thraupidae. C'est une espèce monotypique.

## Répartition
Il est endémique de la forêt atlantique (Brésil).